# Nils Christoffer Dunér
Nils Christoffer Dunér, švedski astronom, * 21. maj 1839, † 10. november 1914.

## Priznanja
Nagrade
- Rumfordova medalja (1892)